# Страус Антон Емільович
Антóн Емільович Стрáус (1858, Кам'янка, Черкаська область — 19??) — потомствений дворянин, дійсний статський радник, гірничий інженер, винахідник, сподвижник і партнер архітектора Владислава Городецького, підприємець, командор київського яхт-клубу.

## Біографія
Закінчив Київське реальне училище, в будівлі якого зараз розташовується Дипломатична академія при МЗС України. Випускники цього училища зазвичай надходили в технічні ВНЗ. Антон Страус не був винятком, він продовжив свою освіту в Гірничому інституті в Санкт-Петербурзі, який закінчив у 1892 році і був зарахований до Головного гірське управління.
Антон Страус прославився винаходом інноваційної та ефективної для свого часу технології пристрою набивних бетонних і залізобетонних паль для підсилення фундаментів будівель і споруд. Технологія була вперше застосована в 1899 р. на будівництві будівель управління Південно-західними залізницями в Києві, надалі широко використовувалася в Україні, в Росії і за кордоном при будівництві мостів, тунелів, шляхопроводів, будинків і портів. 18 травня 1909 інженер отримав американський патент на свій винахід за номером 922,207.
Проектна діяльність Антона Страуса була довгий час пов'язана з архітектором Владиславом Городецьким, який був для Страуса одночасно партнером і другом. Антон Страус знаходив нестандартні технічні рішення для реалізацій віртуозних ідей свого колеги. Наприклад, при зведенні легендарно відомого Будинку із химерами в Києві через перепад висот на будівельному майданчику інженер спорудив спеціальний ступінчастий фундамент: свайний з одного боку і стрічковий з іншого. Як інженер Антон Страус також брав участь у будівництві Міського музею старожитностей і мистецтв по Олександрівській вулиці (Грушевського, 6); Караїмської кенаси на Великій Підвальній, 7; Миколаївського костьолу на Великій Васильківській, 75.
Відомо також, що Антон Страус володів конторою, яка займалася бурінням Артезіанських свердловин, пошуком корисних копалин, пристроєм Артезіанських колодязів, насосів, фільтрів і труб, зміцненням ґрунтів бетонними палями (м. Київ, вул. Велика Володимирська, 26, 1897 рік).
Також як і його рідний брат Оскар Страус, був директором правління Акціонерного товариства «Південно-російського порохового заводу» (м. Київ, вул. Велика Підвальна, 8, 1911 рік).
Одним із захоплень Антона Страуса був яхтинг. Страус був членом київського яхт-клубу., а з 1911 по 1917 р. Був його командором.

## Сім'я
Батько — Еміль Страус (Strauss Emil Christian Ditrich), син доктора медицини Германа Страуса (Strauss Herman Karl) та Софі фон Баденхаузен (von Badenhausen Sofie), народився в 1829 році в Вітценхаузені (земля Гессен, Німеччина). Закінчив Геттінгенський університет за спеціальністю «доктор медицини та хірургії». Як військовий лікар брав участь у Кримській і Кавказькій війнах на боці Російської імперії, нагороджений орденом Анни 3-го ступеня.
Мати — Фанні Візель (Wiesel Fanny Elizabeth), дочка лікаря при департаменті державного майна Полтавської губернії Бернарда Визеля (Wiesel Bernhard Lorenz) і Розалі Майєр (Maier Rosalie Caroline).
Брат — Оскар Емільєвич Страус (Strauss Oscar, 1858 -?) — Фізик, математик, електротехнік, підприємець; один із засновників товариства «Савицький і Страус», що уклав перший контракт на електрифікацію Києва; автор брошури «Пам'яті Олександра Попова» про винахідника радіо. О. Е. Страус також був акціонером кабельного і порохового заводів, тютюнової фабрики в Києві, лісопилки в Чернігові.